# Doğan Holding
Doğan Holding или Doğan Şirketler Grubu Holding A. Ş. (МФА [do:an ˈholding] и [do:an ˈholding ʃirkɛtlɛr grubu]) — одна из крупнейших холдинговых компаний в Турции. Ведёт свою деятельность в сфере СМИ и энергетики Турции. Частная компания, принадлежащая семье Айдына Догана. Общее количество сотрудников — около 20 тыс. человек. Штаб-квартира находится в Стамбуле.
Холдинг держит контрольный пакет акций Doğan Media Holding, под эгидой которого печатаются национальные газеты Hürriyet, Posta, Radikal и Fanatik. Акции компании-издательства Hürriyet, Hürriyet Daily News и Radikal — Hürriyet Gazetecilik ve Matbaacılık A. Ş. (с тур. — ОАО «Издательство и полиграфия Hürriyet»), а также компании-издательства Posta и Fanatik — Doğan Gazetecilik A. Ş. (с тур. — ОАО «Издательство Доган») реализуются на Стамбульской фондовой бирже.
Телеканалы Турции, такие как Kanal D, CNN Türk, Dream TV, Slow Türk, а также Radio D — часть холдинга. Помимо этого, начавшая свою деятельность в 2007 году цифровая ТВ-платформа D-Smart также входит в группу компаний Doğan Holding.

## Совет директоров
| Имена                   | Должность                                  |
| ----------------------- | ------------------------------------------ |
| Бегюмхан Доан Фаральялы | Председатель совета директоров             |
| Ханзаде Доан Бойнер     | Заместитель председателя совета директоров |
| Арзухан Доан Ялчындаг   | Член совета директоров                     |
| Вуслат Доан Сабанджы    | Член совета директоров                     |
| Яхья Уздиен             | Член совета директоров                     |
| Имре Барманбек          | Член совета директоров                     |
| Тайфун Байазыт          | Независимый член совета директоров         |
| Эртугрул Фейзи Тунджер  | Независимый член совета директоров         |
| Али Пандыр              | Независимый член совета директоров         |

## Продажи и приобретения

### Продажа АЗС «Petrol Ofisi»
Холдинг продаёт 54,14 % акций сети АЗС «Petrol Ofisi», насчитывающий более 3000 станций по всей Турции, австрийской OMV — крупнейшей нефтяной компании в Центральной Европе.
Заявление с KAP (тур.): «Прибыль от продажи акций, имеющихся в нашем распоряжении сети Petrol Ofisi составила 499 700 000 в евро или 694 600 000 в долларах США. Ещё до завершения сделок Petrol Ofisi выплатила дивиденды OMV, эквивалент $203 млн в турецких лирах, холдингу „Доан“ — эквивалент $265 млн в турецких лирах, а также $21 млн остальным инвесторам».

### Продажа «Ray Sigorta»
Более 1,3 млрд акций (10 % компании) на сумму $2 290 703 холдинг продал австрийской VIG (Vienna Insurance Group) — лидеру страхового рынка Центральной и Восточной Европы, часть которых досталась и голландской TBIH Financial Services Group N.V.
На KAP  (тур.) представители холдинга заявили: «Сегодня была переведена сумма в размере $22 907 030 на наши расчётные счета. После передачи акций, согласно собранным нами отчётным данным, ожидается прибыль от „продажи доли участника“ в размере ~22,2 млн лир…».

### Продажа «Milliyet» и «Vatan»
В 2011 году газеты «Milliyet» и «Vatan» вместе с интернет-порталами были проданы компании «DK Gazetecilik», являющейся дочерней компанией «Demirören&Karacan».

### Покупка «Idefix» и «Prefix»
Дочерняя компания холдинга «Doğan Müzik Kitap Mağazacılık Pazarlama A.Ş», приобретя два крупных интернет-магазина «Idefix» и «Prefix» у компании «Elektronik Bilgi İletişim Hizmetleri Reklamcılık ve Ticaret A.Ş», называющая свой онлайн-гипермаркет «D&R» крупнейшим в Турции, таким образом, увеличила его в два раза. Купив Prefix, компания вошла на рынок оптовой онлайн-торговли. Idefix, продающий CD и книги в розницу, в год посещает 16 млн пользователей. Prefix же занимается оптовой реализацией этой продукции. Через эти онлайн-супермаркеты в 2012 году было продано товаров более чем на 23 млн турецких лир, из них 200 тыс. заказов, а это 56 % от всей суммы оборота, прошли через Idefix.